# Valencinia dubia
Valencinia dubia är en djurart som tillhör fylumet slemmaskar, och som beskrevs av Jean Louis Armand de Quatrefages de Bréau 1846. Valencinia dubia ingår i släktet Valencinia och familjen Valenciniidae. Inga underarter finns listade i Catalogue of Life.